# Jagerberg
Jagerberg es un municipio de 1.664 habitantes ubicado en el sureste de Estiria, en el Distrito de Feldbach, Austria.

## Historia
El rosedal y sus alrededores estaba cubierto por bosques densos en la Edad Media, con numerosos jabalíes que circundaban la zona. El Duque Federico II von Babenberg que participaba en un juego por la caza de jabalíes, se enfrentó a uno de ellos en el lugar en que se encuentra la actual iglesia local, disparó con la ballesta pero no consiguió herir al animal que se lanzó contra él. Un escudero que vio la escena tira su lanza contra el jabalí, salvándole la vida al duque, en agradecimiento se nombró al escudero como caballero y se lo llamó Heinrich von Schweinebeck (Heinrich de los cerdos). En el coto de caza se construyó una pequeña capilla, inicialmente llamada "Jagerwelk" (trabajo de Jager). Posteriormente, la iglesia fua ampliada y es la actual Iglesia de Jagerberg.

## Geografía
Jagerberg está situado a unos 40 kilómetros al sur de Graz y a unos 20 kilómetros al suroeste de Feldbach. Cuenta con la Iglesia de San Andrés Apóstol claramente visible en una cresta entre Saßbach y Ottersbachtal.
El municipio de Jagerberg incluye a: Grasdorf, Hamet, Jagerberg, Jahrbach, Lugitsch, Oberzirknitz, Ungerdorf Pöllau, Unterzirknitz y Wetzelsdorf bein Jagerberg.

## Política
El consejo municipal está compuesto por 15 miembros en total. El escudo de armas local fue adjudicado el 1 de enero de 1955.

## Cultura
La Iglesia de San Andrés Apóstol fue mencionada por primera vez en 1269 y desde 1799 es la parroquia local. Es un edificio de estilo gótico, con una torre fortificada y un estilo barroco tardío en las modificaciones que ha sufrido a lo largo de los años. Fundamentalmente, la iglesia tuvo un papel importante durante los asedios turcos.